# Michele Godino
Michele Godino (* 11. Januar 1992 in Chioggia) ist ein italienischer Snowboarder. Er startet im Snowboardcross.

## Werdegang
Godino, der für den C.S. Esercito startet, nahm im Januar 2008 in Sand in Taufers erstmals im Europacup teil und belegte dabei den 36. Platz im Riesenslalom. Beim Europäischen Olympischen Winter-Jugendfestival 2009 in Szczyrk errang er den 14. Platz im Parallel-Riesenslalom und den sechsten Rang im Snowboardcross. Bei den Juniorenweltmeisterschaften 2011 in Chiesa in Valmalenco kam er auf den 29. Platz im Snowboardcross und bei den Juniorenweltmeisterschaften 2012 in Sierra Nevada auf den 11. Platz im Snowboardcross. Sein Debüt im Weltcup hatte er im März 2012 in Chiesa in Valmalenco, welches er auf dem 58. Platz beendete. Im März 2014 erreichte er in Veysonnaz mit dem sechsten Platz seine erste Top-Zehn-Platzierung im Weltcup und zum Ende der Saison 2013/14 den 19. Platz im Snowboardcross-Weltcup. In der Saison 2017/18 kam er bei 12 Weltcupteilnahmen zweimal unter die ersten Zehn. Dabei erreichte er in Feldberg mit dem zweiten Platz seine erste Podestplatzierung im Weltcup und zum Saisonende den 19. Platz im Snowboardcross-Weltcup. Bei den Olympischen Winterspielen 2018 in Pyeongchang belegte er den 23. Platz im Snowboardcross und bei den Snowboard-Weltmeisterschaften 2019 in Park City den 23. Platz und im Team-Wettbewerb den 12. Platz. In den folgenden Jahren kam er bei den Snowboard-Weltmeisterschaften 2021 in Idre auf den 29. Platz und bei den Snowboard-Weltmeisterschaften 2023 in Bakuriani auf den 33. Rang.
Godino nahm bisher an 75 Weltcups teil und belegte dabei viermal eine Top-Zehn-Platzierung. (Stand: Saisonende 2022/23)

## Teilnahmen an Weltmeisterschaften und Olympischen Winterspielen

### Olympische Winterspiele
- 2018 Pyeongchang: 23. Platz Snowboardcross

### Snowboard-Weltmeisterschaften
- 2019 Park City: 12. Platz Snowboardcross Team, 23. Platz Snowboardcross
- 2021 Idre: 29. Platz Snowboardcross
- 2023 Bakuriani: 33. Platz Snowboardcross

## Weltcup-Gesamtplatzierungen
| Saison  | Punkte | Platz |
| ------- | ------ | ----- |
| 2011/12 | 30     | 74.   |
| 2012/13 | 376    | 37.   |
| 2013/14 | 1110   | 19.   |
| 2014/15 | 278    | 27.   |
| 2015/16 | 226,6  | 46.   |
| 2016/17 | 684,9  | 24.   |
| 2017/18 | 1677,5 | 19.   |
| 2018/19 | 129,3  | 44.   |
| 2019/20 | 454    | 28.   |
| 2020/21 | 41     | 32.   |
| 2021/22 | 31     | 41.   |
| 2022/23 | 100    | 27.   |
| 2023/24 | 14     | 51.   |